# Descarrilamiento de tren en Hualien
El 2 de abril de 2021, a las 09:28 NST (01:28 UTC), un tren Taroko Express operado por la Administración de Ferrocarriles de Taiwán (AFT) descarriló en la entrada norte del túnel Qingshui en la sección Heren, municipio de Xiulin, condado de Hualien, Taiwán matando al menos a 50 personas e hiriendo a más de 202 más. En el momento del accidente, el tren transportaba a 488 pasajeros. El tren de ocho vagones descarriló en un túnel al norte de la Ciudad de Hualien, según se informa, después de que un camión de construcción cayó por una pendiente y chocó contra el tren.
Es el accidente de tren más mortífero en Taiwán desde el incendio de un tren en 1948, cuyo número de muertos es incierto pero que puede haber matado hasta 64 personas.

## Antecedentes

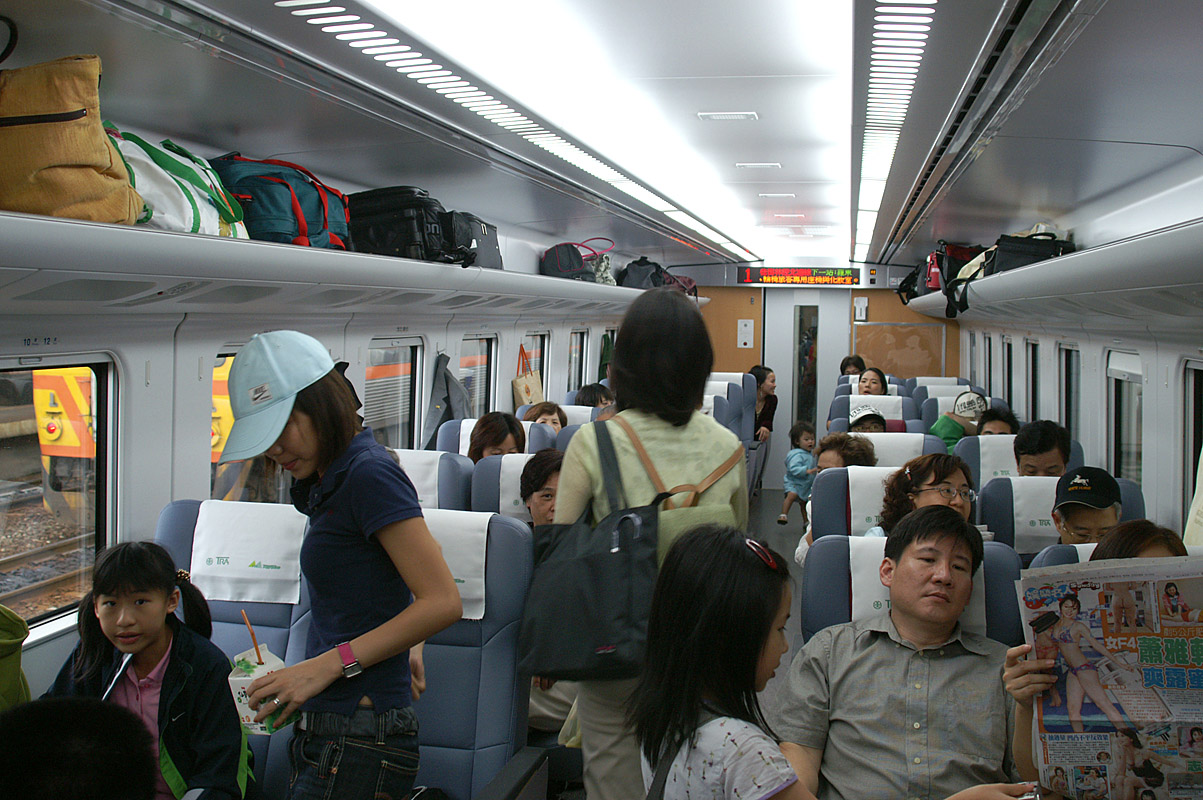
Interior de un Taroko Express en 2007.

El accidente ocurrió el primer día de un fin de semana de cuatro días en celebración del festival de limpieza de tumbas, que es típicamente un período de alto tráfico con personas que visitan las tumbas de familiares fallecidos. Muchos pasajeros estaban de pie en el momento del accidente.
El Taroko Express opera con el modelo de tren TEMU1000, el cual está basado en la serie 885 de JR Kyushu, un tren EMU de ocho vagones, con capacidad de 376 pasajeros, el cual opera como un tren expreso limitado Tze-chiang, que es el servicio de clase más alta en el sistema de AFT. Dado que el Taroko Express es un EMU pendular con una velocidad máxima de funcionamiento de 130 km/h (81 mph), la AFT originalmente solo vendía billetes con asientos para estos trenes por motivos de seguridad. Sin embargo, con el fin de aumentar la oferta de boletos disponibles durante períodos de alta demanda, la AFT comenzó a vender hasta 120 boletos para ir en pie durante el trayecto para cada tren a partir 2 de mayo de 2019, luego de que se dijera desde la entidad que se habían realizado pruebas de seguridad detalladas.
El túnel de Qingshui está compuesto por un par de túneles, cada uno de ellos de una sola vía (una por cada dirección) que pasa por medio del acantilado de Qingshui. En abril de 2019, la AFT comenzó construcciones para mejorar la estabilidad de la pendiente cerca del extremo norte del túnel mediante la construcción de un cobertizo de rocas sobre la vía oeste. En el momento del accidente, la construcción estaba casi terminada.

## Accidente

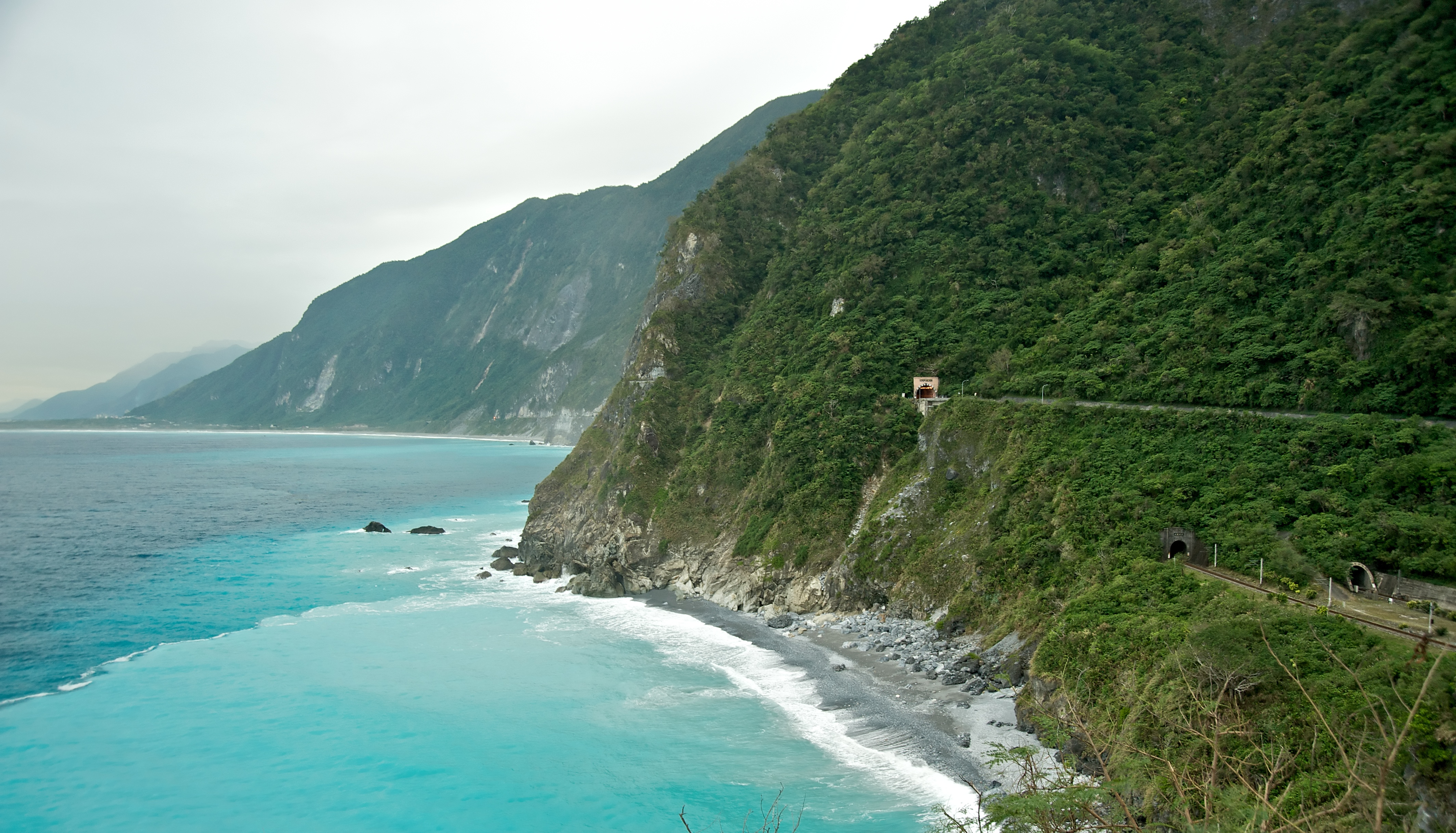
Acantilados de Qingshui vistos desde el norte en 2009. El segundo túnel desde la derecha cerca de la parte inferior es el lugar del accidente.

A las 09:28 NST (01:28 UTC), el servicio número 408 del Taroko Express en dirección sur con destino a Taitung, descarriló cuando entraba en el túnel Qingshui, entre la estación Heren y la estación Chongde. Llevaba en ese momento 488 pasajeros y cuatro miembros del personal en ocho vagones, y viajaba por la vía este. Según informes de los medios, un camión de plataforma utilizado en el proyecto de estabilización, cayó sobre las vías y fue golpeado por el tren que se aproximaba. En ese momento, no se estaba llevando a cabo activamente ninguna construcción, dada la festividad. El conductor del camión no estaba en el vehículo durante el accidente, pero estaba en la oficina de la obra cercana.
El frente del tren, los vagones No. 8 y 7 recibieron la mayor fuerza del impacto con el camión de construcción tras entrar al túnel, quedando severamente deformados. Los coches restantes, golpearon las paredes del túnel tras el impacto, causando daños importantes. Se cree que los vagones 8 a 3 quedaron atrapados en el túnel cuando el tren se detuvo.

## Damnificados
Se confirmó la muerte de al menos 50 personas durante el incidente, incluidos cuarenta y ocho pasajeros, el maquinista y un asistente del tren, mientras que otras 156 fueron trasladadas a un hospital, varias en estado crítico. La mayoría de los fallecidos se encontraban en los vagones 7 y 8. Setenta y dos personas quedaron atrapadas entre los restos del tren. Entre los pasajeros se encontraban clases de un asilo, una escuela primaria y una universidad; cuatro estudiantes murieron y treinta y uno más resultaron heridos. Un ciudadano de Francia está entre los muertos, mientras que dos ciudadanos de Japón y uno de Macao están entre los heridos.